# Spring Break Shark Attack
Spring Break Shark Attack (br: Pânico no Mar) é um filme estadunidense lançado em 2005. Produzido diretamente para a televisão, foi escrito por James LaRosa e dirigido por Paul Shapiro. É estrelado por Shannon Lucio, Riley Smith e Justin Baldoni com Kathy Baker e Bryan Brown.

## Sinopse
Depois de mentir para seus pais sobre suas férias, Danielle (Shannon Lucio) e suas amigas Karen (Bianca Lishansky) e Alicia (Genevieve Howard) viajam para as praias da Flórida. Logo que chegam, Danielle conhece Shane (Riley Smith), um jovem trabalhador que se esforça pra estudar engenharia. Danielle e suas amigas também encontram por lá J.T. (Justin Baldoni), um garoto atraente que se apaixona por Danielle, e seu melhor amigo, Max (Warren McAslan). Max é namorado de Alicia, que nem imagina que é traída por ele. Assim, entre uma badalação e outra, Danielle aproveita para visitar seu irmão Charlie (Wayne Thornley), que a alerta sobre possíveis ataques no mar. Empolgada ao ser convidada para uma festa organizada num barco, ela se esquece do alerta e vai. Mas, o que era para ser só diversão e azaração se transforma num pesadelo quando o barco é atacado por tubarões. Passado o pânico, Danielle, Shane e Charlie elaboram um plano que pode por fim à ameaça dos tubarões ou as suas próprias vidas. 

## Elenco
- Shannon Lucio como Danielle Harrison
- Riley Smith como Shane Jones
- Justin Baldoni como J.T.
- Kathy Baker como Mary Jones
- Bryan Brown como Joel Gately
- Bianca Lishansky como Karen
- Wayne Thornley como Charlie Harrison
- Genevieve Howard como Alicia
- Warren McAslan como Max
- Wayne Harrison como Peter Harrison
- Sindi Harrison como Maggie
- Mehboob Bawa como Prof. Wellington
- Miguel Borges como Capitão da Patrulha da Praia
- Garth Breytenbach como Husky Guy
- Lisa-Marie Schneider como Loira / Socority Girl
- Claire Watling como Dona de Casa#1
- Shirley Kirchmann como Dona de Casa#2
- Marisa Sarfatti como Dona de Casa#3
- Nicole Sherwin como Dona de Casa#4
- Jessica Knight como Garota Quente
- Peter Oh como Skater Guy
- Nicole Mandy como Co-Ed#1
- Sabine Palfi como Co-Ed#2
- Nikki Nelson como Co-Ed#3
- Danielle Judovits como Garota de Footbathing (não confirmada)

## Recepção crítica
The Washington Post descreveu que Spring Break Shark Attack era "um verdadeiro título de sonho" para algo que os telespectadores esperariam assistir na noite Cinemax ou na [USA Network]] em horário nobre ou em uma lista de perdedores de direto ao vídeo. Eles também ofereceram que, mesmo com o título ridículo, as "partes assustadoras do filme realmente são assustadoras, o suficiente para que crianças pequenas sejam enviadas para seus quartos".